# Анна Кареніна (фільм, 1967)
«Анна Кареніна» (рос. «Анна Каренина») — російський радянський широкоформатний художній фільм режисера Олександра Зархі в двох частинах за однойменним романом Льва Миколайовича Толстого.

## Сюжет
В основі сюжету фільму любов одруженої жінки (Анна Кареніна) і молодого офіцера (Олексій Вронський). Анна йде з сім'ї в пошуках щастя до коханої людини. Їй доводиться піти на дуже серйозний крок у своєму житті — розлучитися зі своїм сином (Сергієм). Змінюється ставлення до неї вищого світу. Все це приносить багато болю і принижень головній героїні. Так і не знайшовши щастя і не примирившись зі своїм становищем, в кінці фільму Анна кидається під поїзд.

## В ролях
- Тетяна Самойлова — Анна Кареніна
- Микола Гриценко — Олексій Олександрович Каренін, чоловік Анни
- Василь Лановий — Олексій Вронський
- Юрій Яковлєв — Стіва Облонский, брат Анни
- Борис Голдан — Костянтин Левін
- Ія Саввіна — Доллі Облонська, дружина Стіви
- Анастасія Вертинська — Кіті Щербацька, сестра Доллі
- Майя Плісецька — Бетсі Тверська, двоюрідна сестра Вронського
- Лідія Сухаревська — графиня Лідія Іванівна
- Софія Пілявська — графиня Вронська
- Олена Тяпкіна — княгиня М'яка
- Андрій Тутишкін — Лавьер, адвокат
- Василь Сахновський — Серьожа (озвучує Клара Румянова)
- Віра Бурлакова — Аннушка
- Юрій Волинцев — однополчанин Вронського
- Ніна Делекторська — Картасова
- Анатолій Кубацький — Матвій, камердинер
- Олександр Кайдановський — Жюль Ландо
- Аркадій Цинман — Туровцин
- Михайло Погоржельский — епізод
- Євген Гуров — пан в театрі
- Людмила Семенова — дама в театрі